# Teatro Municipal (Sonsón)
El Teatro Municipal de Sonsón fue uno de los principales centros culturales de la localidad.  El edificio estaba ubicado en la esquina de la calle 7a. con carrera 5a, y pereció a causa de los terremotos de los años 1961 y 1962, que destruyeron entre otras, la Catedral y la Capilla de Jesús Nazareno.
Tras la devastación causada por el terremoto del 30 de julio de 1962, se levantó un nuevo teatro en el mismo lugar, siendo este mucho más pequeño que el anterior, y con características de sala de cine.
El teatro, de estilo ecléctico, fue diseñado por el erudito sonsonés don Benigno A. Gutiérrez, y se estima que su construcción duró al menos cinco años, iniciando en el año de 1918 y concluido en 1923.
Durante sus casi 30 años de existencia, se presentaron en el teatro compañías tan importantes como la de Virginia Fábregas y María Anido, y personalidades tales como Francisco Villaespesa y Porfirio Barba Jacob.

## Características

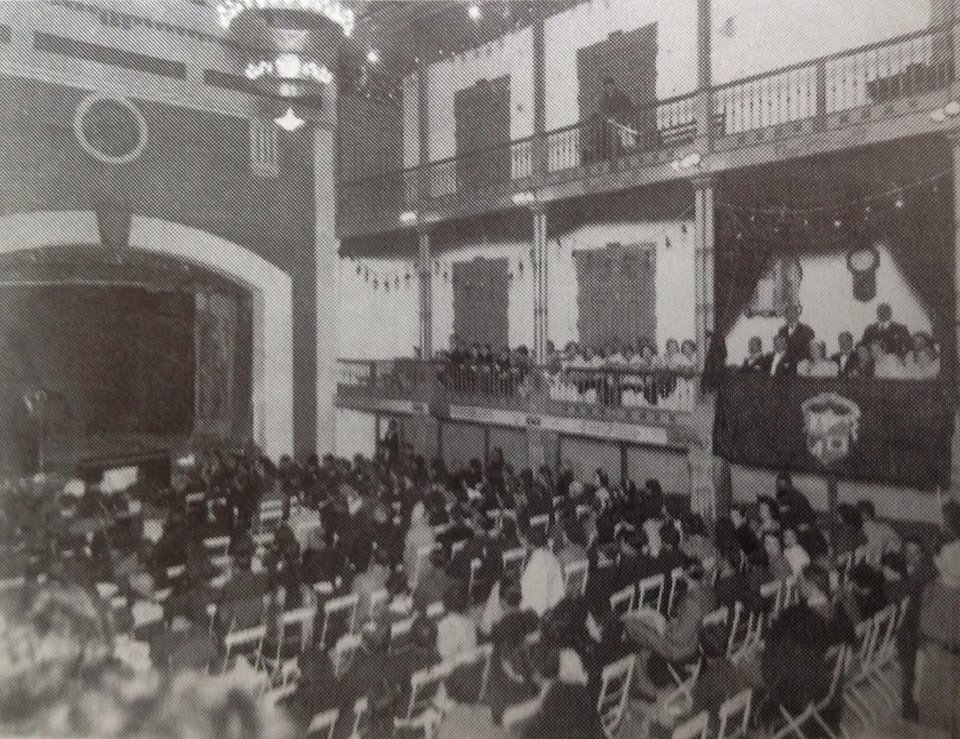
Interior del teatro durante una función solemne.

El teatro presentaba un frontón con atrio central que daba acceso a todos los salones interiores. Este atrio quedaba dividido de la vía pública por una verja de hierro, que remataba en las alas laterales del edificio.
El escenario contaba con un telón de boca pintado por el artista abejorraleño don Gregorio Ramírez, y en el arco superior de la caja escénica, un mascarón de 80 cm de alto, con apariencia de satanás aparecido, de mirada desviada y sonrisa sarcástica, remataba todo el conjunto.
En la parte técnica, 6 camerinos estaban dispuestos para la preparación de los artistas; tenía también concha para el apuntador.
El teatro no tenía tramoya, pero una serie de ganchos y poleas estaban dispuestos para hacer los cambios escénicos que eran necesarios.